# Α-defenzin
α-defenziny jsou malé antimikrobiální peptidy s baktericidními účinky působící proti grampozitivním i gramnegativním bakteriím. U lidí jsou nejhojněji exprimovány v Panethových buňkách a neutrofilech. U potkanů a ostatních savců, s výjimkou myší, nebyla v neutrofilech detekovaná exprese α-defenzinů.

## Struktura
Defenziny jsou 30-40 aminokyselin dlouhé, kladně nabité, peptidy bohaté na cystein. Typicky zaujímají konformaci beta-listů. Funkční strukturu stabilizují 3 konzervované disulfidické můstky, podle nichž se defenziny dělí na α- a β-defenziny. Z chemického hlediska jsou rozpustné ve vodě, avšak stále jsou schopny internalizace do lipidové membrány bakterií.

## Funkce
Díky svým kladným nábojům dochází k elektrostatickým interakcím s negativně nabitými složkami bakteriální membrány, čím vyvolávají zvýšenou permeabilitu membrány ústící v osmotickou smrt buňky. Savčí buňky jsou proti působení defenzinů přirozeně chráněny díky neutrálnímu náboji fosfolipidových membrán a přítomnosti cholesterolu.
Studie z roku 2005 srovnala baktericidní účinky α-defenzinů na modelech in vitro. Baktericidní potenciál vůči Gram-positivním baktériím (S. aureus) byl kvantifikován a vyjádřen pořadím HNP2 > HNP1 > HNP3 > HNP4. Pro Gram-negativní bakterie (E. coli) bylo pořadí efektivnosti vyhodnoceno jako HNP4 > HNP2 > HNP1 = HNP3. HD5 byl v obou případech srovnatelný s nejúčinnějšími HNP, zatímco HD6 nevykazoval výrazné baktericidní schopnosti.
HD5 a HNP1 navíc vykazují schopnost inhibovat růst a tvorbu spor mikrosporidií a zabraňují kolonizaci Toxoplasma gondii.
Defenziny hrají též důležitou úlohu v regulaci zánětu díky své schopnosti regulovat produkci prozánětlivých cytokinů. α-defenzíny produkované polymorfonukleárními buňkami mohou inhibovat sekreci cytokinů a oxidu dusnatého (NO) z makrofágů u chronických zánětů.
HNP1-3 působí také jako chemoatraktanty pro monocyty.

## Exprese lidských α-defenzinů
V současnosti je popsáno 6 α-defenzinů. První čtyři, označené jako HNP1-4 (Human neutrophil peptide) jsou produkovány polymorfonukleárními buňkami, monocyty, lymfocyty a NK buňkami, zatímco zbývající dva, HD5-6 (human defensin) jsou produktem Panethových buněk v kryptách tenkého střeva.
Exprese HNP1-3 je regulována prozánětlivými cytokiny, jako jsou IL-1β, IL-6 a TNF-α. Neobjasněná signalizační kaskáda zahrnuje stimulaci NOD2 (nucleotide-binding oligomerization domain 2), která je též potřebná k aktivaci HD5-6.

## Syntéza
Defenziny vznikají ve formě neaktivních preprodefenzinů a k aktivaci musí podstoupit posttranslační modifikace pro odstranění pre- a pro-sekvence. Pre-sekvencí je obvykle signalizační peptid, který je odstraněn po translokaci do Golgiho aparátu. Po odstranění pro-sekvence jsou funkční HNP1-4 uloženy v granulách polymorfonukleárních buněk.